# Шигаева, Галина Николаевна
Галина Николаевна Шигаева (род. 15 апреля 1956, Львов) — советский и украинский кинорежиссёр и режиссёр телепрограмм.

## Биография
Родилась во Львове 15 апреля 1956 года в семье художников: отец Резник Николай Николаевич — художник-постановщик, мать Рудько Сталина Павловна — художник по костюмам. Закончила Киевский национальный университет театра, кино и телевидения им. И. К. Карпенко-Карого. Все студенческие фильмы были участниками фестиваля "Молодость", а дипломный фильм "Мистер - Твистер" \по повести В. Липатова\ получил приз за лучшую студенческую работу. Работала на киностудии им. А. П. Довженко с режиссёрами Романом Балаяном («Полеты во сне и наяву»), с Иваном Мыколайчуком («Такая теплая, такая поздняя осень»), позднее работала  режиссёром-постановщиком.
В конце 1980-х годов входила в украинское молодёжное творческое объединение «Дебют», первым фильмом которого была картина  Галины Николаевны  Шигаевой «Голый». Советские кинокритики  подвергли критике режиссёра  за появление на экране (да ещё и в качестве главного героя) голого человека, однако фильм стал победителем -  Гран- При  6-го Международного кинофестиваля молодого кино в Италии в  г. Турине. Галина Шигаева была приглашена Ю.Г. Ильенко работать в объединение "Земля". Следующий фильм режиссёра Г. Шигаевой был создан в объединении "Земля" Ю.Г.Ильенко - «Ведьма» (экранизация произведения Г. Квитки-Основьяненко) стал лауреатом Международного кинофестиваля им. И. Мыколайчука.
С 1996 по 2000 годы работала художественным руководителем телекомпании ТЕТ, была режиссёром программы «Джаз-степ-танц КЛАСС!», которая получила гран-при фестивалей «Бархатный сезон», «Золотая Эра», «Вера, Надежда, Любовь»," Золота фортуна " , "Золота хвыля" и «Золотой цыплёнок».
С 2004 года работает преподавателем  режиссуры  в Киевском национальном университете театра, кино и телевидения им. И. К. Карпенко-Карого и ведет мастерскую режиссёров игрового фильма.Член Союза Кинематографистов Украины. Член Украинской Киноакадемии. Муж Онищенко Сергей Юрьевич - архитектор. Сын Олег Шпудейко  - Heinali \псевдоним\ известный украинский композитор

## Фильмография
- 1985 — По зову сердца (совместно с С. Цыбульник)
- 1987 — Голый (короткометражный)
- 1990 — Ведьма
- Подарок судьбы ,2004год, 2005 — Новогодний киллер
- 2006 — Осторожно, блондинки!
- 2007 — Возвращение блудного мужа
- 2009 — Лёд в кофейной гуще
- 2012 — Страшная красавица

## Статьи и рецензии
- [Дружбинський В.] Секс-шоу в Конотопі : рец. на к/ф «Відьма» реж. Г. Шигаєвої за сцен. Б. Жолдака — трактовку «Конотопської відьми» Г. Квітки-Основ’яненка / Тутешній Я. // 1991. — № 1. — С. 48
- Рябинина И. Режиссёр одного фильма?.. / Ирина Рябинина // Зеркало недели. — 1997. — 1-6 марта (№ 9). — С. 14